# Peter Bradshaw
Peter Nicholas Bradshaw (19 giugno 1962) è un critico cinematografico britannico.
È il principale recensore del quotidiano The Guardian dal 1999. Collabora inoltre con BBC One.

## Film preferiti
Nel 2012, in un sondaggio lanciato dalla rivista Sight & Sound per decretare il miglior film di tutti i tempi, Bradshaw ha indicato i suoi dieci titoli preferiti, in ordine cronologico: Narciso nero (1947), Sangue blu (1949), Cantando sotto la pioggia (1952), Soy Cuba (1964), Andrej Rublëv (1966), Io e Annie (1977), Toro scatenato (1980), The Addiction - Vampiri a New York (1995), In the Mood for Love (2000), Niente da nascondere (2005).